# Воинские звания и знаки различия Сил обороны Австралии
Воинские звания и знаки различия офицеров и рядового состава Сил обороны Австралии (англ. Australian Defence Force, ADF) в каждом из трёх видов войск — Сухопутные войска Австралии (англ. Australian Army), Королевских ВВС Австралии (англ. Royal Australian Air Force, RAAF) и Королевском ВМФ Австралии (англ. Royal Australian Navy, RAN) — унаследовали свою структуру званий от британских аналогов и в целом схожи с теми, что используются в Вооружённых силах Великобритании.
Ниже представлены воинские звания и знаки различия для каждого вида войск.

## Армия Австралии

Погон курсанта

### Генералы и офицеры
| Категории               | Генералы      | Генералы          | Генералы           | Генералы      | Старшие офицеры | Старшие офицеры | Старшие офицеры    | Старшие офицеры | Младшие офицеры | Младшие офицеры | Младшие офицеры   |  |
| ----------------------- | ------------- | ----------------- | ------------------ | ------------- | --------------- | --------------- | ------------------ | --------------- | --------------- | --------------- | ----------------- |  |
| Погон                   |               |                   |                    |               |                 |                 |                    |                 |                 |                 |                   |  |
| Австралийское звание    | Field Marshal | General           | Lieutenant-general | Major-general | Brigadier       | Colonel         | Lieutenant colonel | Major           | Captain         | Lieutenant      | Second lieutenant |  |
| Российское соответствие | Генерал армии | Генерал-полковник | Генерал-лейтенант  | Генерал-майор | —               | Полковник       | Подполковник       | Майор           | Капитан         | Лейтенант       | Младший лейтенант |  |

### Подофицеры и солдаты
| Категории               | Уорент-офицеры                        | Уорент-офицеры    | Уорент-офицеры    | Сержанты        | Сержанты | Солдаты         | Солдаты        | Солдаты |
| ----------------------- | ------------------------------------- | ----------------- | ----------------- | --------------- | -------- | --------------- | -------------- | ------- |
| Нарукавный знак         |                                       |                   |                   |                 |          |                 |                | нет     |
| Австралийское звание    | Regimental Sergeant Major of the Army | Warrant Officer 1 | Warrant Officer 2 | Staff Sergeant  | Sergeant | Corporal        | Lance Corporal | Private |
| Российское соответствие | —                                     | Старший прапорщик | Прапорщик         | Старший сержант | Сержант  | Младший сержант | Ефрейтор       | Рядовой |

## Королевские ВВС Австралии

Нарукавный знак различия курсанта

### Генералы и офицеры
| Категории                 | Генералы            | Генералы          | Генералы          | Генералы         | Старшие офицеры | Старшие офицеры | Старшие офицеры | Старшие офицеры | Младшие офицеры   | Младшие офицеры | Младшие офицеры   |  |
| ------------------------- | ------------------- | ----------------- | ----------------- | ---------------- | --------------- | --------------- | --------------- | --------------- | ----------------- | --------------- | ----------------- |  |
| Нарукавный/наплечный знак |                     |                   |                   |                  |                 |                 |                 |                 |                   |                 |                   |  |
| Австралийское звание      | Marshal of the RAAF | Air Chief Marshal | Air Marshal       | Air Vice-Marshal | Air Commodore   | Group Captain   | Wing Commander  | Squadron Leader | Flight Lieutenant | Flying Officer  | Pilot Officer     |  |
| Российское соответствие   | Генерал армии       | Генерал-полковник | Генерал-лейтенант | Генерал-майор    | —               | Полковник       | Подполковник    | Майор           | Капитан           | Лейтенант       | Младший лейтенант |  |

### Подофицеры и солдаты
| Категории               | Уорент-офицеры                   | Уорент-офицеры  | Сержанты        | Сержанты | Солдаты         | Солдаты             | Солдаты     | Солдаты |
| ----------------------- | -------------------------------- | --------------- | --------------- | -------- | --------------- | ------------------- | ----------- | ------- |
| Нарукавный знак         |                                  |                 |                 |          |                 |                     |             |         |
| Австралийское звание    | Warrant Officer of the Air Force | Warrant Officer | Flight sergeant | Sergeant | Corporal        | Leading aircraftman | Aircraftman |         |
| Российское соответствие | —                                | Прапорщик       | Старший сержант | Сержант  | Младший сержант | Ефрейтор            | Рядовой     |         |

## Королевский ВМФ Австралии

### Адмиралы и офицеры
|                          |                      |          |              |               |                                                  |                    |                    |                      |                   |                 |                       |
|                          |                      |          |              |               |                                                  |                    |                    |                      |                   |                 |                       |
| Категории                | Адмиралы             | Адмиралы | Адмиралы     | Адмиралы      | Старшие офицеры                                  | Старшие офицеры    | Старшие офицеры    | Старшие офицеры      | Младшие офицеры   | Младшие офицеры | Младшие офицеры       |
| Погон                    |                      |          |              |               |                                                  |                    |                    |                      |                   |                 |                       |
| Нарукавный знак различия |                      |          |              |               |                                                  |                    |                    |                      |                   |                 |                       |
| Австралийское звание     | Admiral of the Fleet | Admiral  | Vice-Admiral | Rear Admiral  | Commodore                                        | Captain            | Commander          | Lieutenant-Commander | Lieutenant        | Sub-Lieutenant  | Acting Sub-Lieutenant |
| Российское соответствие  | Адмирал флота        | Адмирал  | Вице-адмирал | Контр-адмирал | Нет соответствия (Бригадир в сухопутных войсках) | Капитан 1-го ранга | Капитан 2-го ранга | Капитан 3-го ранга   | Капитан-лейтенант | Лейтенант       | Младший лейтенант     |

### Подофицеры и матросы
| Категории               | Уорент-офицеры              | Уорент-офицеры  | Старшины            | Старшины               | Матросы                | Матросы        | Матросы |
| ----------------------- | --------------------------- | --------------- | ------------------- | ---------------------- | ---------------------- | -------------- | ------- |
| Нарукавный знак         |                             |                 |                     |                        |                        |                |         |
| Австралийское звание    | Warrant Officer of the Navy | Warrant Officer | Chief Petty Officer | Petty Officer          | Leading Seaman         | Able Seaman    | Seaman  |
| Российское соответствие | —                           | Мичман          | Главный старшина    | Старшина первой статьи | Старшина второй статьи | Старший матрос | Матрос  |